# Lampides toscius
Lampides toscius är en fjärilsart som beskrevs av Hans Fruhstorfer 1921. Lampides toscius ingår i släktet Lampides och familjen juvelvingar. Inga underarter finns listade i Catalogue of Life.